# Fumée noire
Pour plus de détails, voir Fiche technique et Distribution.
Fumée noire est un film muet français réalisé par Louis Delluc et René Coiffard, sorti en 1920.

## Fiche technique
- Titre original : Fumée noire
- Réalisation : Louis Delluc et René Coiffard
- Scénario : Louis Delluc
- Mise en scène : René Coiffard[1]
- Décors : Kees van Dongen et Francis Jourdain
- Photographie : J. Schoenmakers
- Production : Louis Delluc
- Société de production : Parisia Films
- Société de distribution : Établissements L. Aubert
- Pays de production :  France
- Langue originale : français
- Format : Noir et blanc  — 35 mm — 1,33:1 — Film muet
- Genre : drame
- Durée : 1 400 m
- Dates de sortie : 
  - France : 22 octobre 1920

## Distribution
- Ève Francis : Gina Fagan
- Jean Hervé : Sidney Fagan
- Dolly Spring : Betty
- Paul Strozzi : Patrick Marshall
- Xan Ho Tsun : le jeune chinois
- Flamien